# Ditrichophora algirica
Ditrichophora algirica är en tvåvingeart som beskrevs av Canzoneri och Vienna 1991. Ditrichophora algirica ingår i släktet Ditrichophora och familjen vattenflugor.
Artens utbredningsområde är Algeriet. Inga underarter finns listade i Catalogue of Life.